# Axonopus morronei
Axonopus morronei är en gräsart som beskrevs av Gir.-cañas. Axonopus morronei ingår i släktet Axonopus och familjen gräs.
Artens utbredningsområde är Colombia. Inga underarter finns listade i Catalogue of Life.